# Legenda Titanica
Legenda Titanica (wł. La leggenda del Titanic, hiszp. La leyenda del Titanic, ang. The Legend of the Titanic) – włosko-hiszpańsko-amerykańsko-północnokoreański animowany film familijno-historyczny z elementami fantasy z 1999 roku w reżyserii Orlando Corradiego i Kim J. Oka. Film jest bardzo luźną adaptacją historii zatonięcia statku RMS Titanic i zawiera kilka elementów fantasy, takich jak antropomorficzne zwierzęta – przy czym jego najbardziej fantastycznym wkładem jest sugestia, że nikt na Titanicu – nawet kapitan – nie stracił życia tej nocy.

## Fabuła
W Nowym Jorku stara angielska mysz Top Connors opowiada swoim wnukom rzekomo prawdziwą historię liniowca „RMS Titanic”, gdy w 1912 roku będąc młodym marynarzem podczas dziewiczego rejsu „Titanica” z Anglii do Stanów Zjednoczonych odpowiadał za uwzględnienie myszy podróżujących według różnych protokołów morskich. Zaprzyjaźnia się z nastoletnią brazylijską myszą z Recife Ronniem, jak również zakochuje się w jego siostrze Stelli. W międzyczasie na pokład liniowca wchodzi angielska arystokratka Elizabeth Camden z rodziną oraz znienawidzonym przez nią narzeczonym, amerykańskim magnatem Everardem Maltraversem i jego lokajem Geoffreysem. Wpada ona w oko młodemu Cyganowi z Andaluzji Don Juanowi, który wchodzi na pokład „Titanica” ze swym collie Smileyem i cygańskimi kompanami.
Maltravers chce ożenić się z Elizabeth tylko po to, by jej ojciec – książę Camden udzielił mu wyłącznych praw na połowy wielorybów. Zleca Geoffreysowi wysłanie wiadomości do kapitanów jego floty wielorybniczej i śledzenie Elizabeth. W trakcie podróży po systemie wentylacyjnym statku Connors i Ronnie chcą pomóc Elizabeth, gdy widzą jak jej macocha Rachel przymusza ją do poślubienia Maltraversa. Kiedy Elizabeth udaje się samotnie na dziób statku, delfiny komunikują się z nią, wyjaśniając tę możliwość magicznymi promieniami księżyca, które chwytają jej łzy wpadające do wody i dzięki temu może rozmawiać ze zwierzętami. Poznaje od nich prawdziwe intencje Maltraversa. Na rufie zaś Geoffreys z polecenia Maltraversa wzywa rekina Ice’a, prosząc go o zorganizowanie zatopienia „Titanica”.
Connors i Ronnie oferują Elizabeth pomoc. Oni i Smiley organizują jej spotkanie z Juanem, w którym zakochuje się ze wzajemnością. Elizabeth informuje ojca, że chce poślubić Juana zamiast Maltraversa, a on się zgadza. Radiotelegrafista wysyła telegrafem pilną depeszę z Maltraversa na jego statki wielorybnicze, ale myszy przegryzają przewody, aby uniemożliwić wysłanie. Tymczasem Ice i jego banda rekinów planują zatopić „Titanica” za pomocą góry lodowej, którą na powierzchnię oceanu wynosi podstępnie oszukana ośmiornica Tentacles. Po fiasku planu ze ślubem Maltravers i Rachel pod groźbą zmuszają księcia do podpisania koncesji na połowy wielorybów i uczynienia Rachel jedyną spadkobierczynią, po czym go związują.
„Titanic” z unieruchomionym przez rekiny sterem rozbija się o górę lodową, zaś Maltravers i jego świta uciekają ze statku w łodzi ratunkowej. Zostaje nadany sygnał SOS. By naprawić przewody telegraficzne, mysi szef kuchni Francuz Camembert nalega, by połączyć je swymi wąsami. Plan się udaje, lecz Camembert ginie od  prądu. Elizabeth i Juanowi udaje się uratować ojca i eskortować go do szalup. Delfiny pomagają w akcji ratunkowej, podczas gdy ogarnięty poczuciem winy Tentacles podtrzymuje przełamujący się na pół Titanic tak długo, jak to możliwe. Elizabeth, Juana, Connorsa, Ronniego i Smileya ratuje wieloryb. Gdy wszyscy pasażerowie zostają uratowani, Titanic w końcu tonie, miażdżąc Tentaclesa. Tymczasem Maltravers i jego sojusznicy gubią się na północnym Atlantyku.
Rano pasażerowie na pokładzie innego statku docierają do Nowego Jorku. W katedrze św. Patryka odbywa się podwójny ślub Elizabeth i Juana oraz Connorsa i Stelli. Okazuje się, że zarówno Tentacles, jak i Camembert przeżyli. Wszyscy świętują na Moście Brooklińskim, gratulując Tentaclesowi uratowania wszystkich. Stary już Connors mówi wnukom, że Ronnie wrócił do Brazylii i został słynnym trenerem piłkarskim i kończy swą opowieść tym, że wielorybnictwo nadal się odbywa i być może następne pokolenie położy temu kres. Stella słysząc opowieść męża mówi wnukom, żeby nie brały zbyt poważnie jego historii, bo jak każdy marynarz lubi przesadzać w swych opowieściach.

## Obsada głosowa
- Jane Alexander –
  - Elizabeth Camden,
  - Tentacles,
  - wnuki Connorsa
- Francis Pardeilhan – Don Juan
- Sean Patrick Lovett –
  - Top Connors,
  - Jean-Luc Camembert,
  - Geoffreys,
  - kompan Don Juana,
  - orka
- Anna Mazzotti –
  - Ronnie,
  - Stella,
  - delfiny,
  - myszy
- Gregory Snegoff –
  - Everard Maltravers,
  - pies Smiley,
  - rekin Ice,
  - mysi kapitan,
  - myszy
- Nick Alexander – książę Camden
- Teresa Pascarelli –
  - Rachel Camden,
  - delfiny
- Frank von Kuegelgen – kapitan Titanica
- John Stone – Mr. Krey